# Francisco Rodríguez (político peruano)
Francisco Rodríguez fue un abogado y político peruano. 
Fue miembro del Congreso Constituyente de 1822 por el departamento del Cusco como titular y del departamento de Huaylas como suplente. Dicho congreso constituyente fue el que elaboró la primera constitución política del país.